# Cosa linda
«Cosa linda» es una canción de No Te Va Gustar del álbum Sólo de noche, compuesta por Emiliano Brancciari. El tema relata la historia de un chico, el cual en el pasado su vida estaba llena de tristeza y sin rumbo "se amarga por las voces que le dicen que no puede progresar". En el presente él encuentra la felicidad, donde toda su vida es perfecta entre paz y armonía "cosa linda me trajo la vida que no necesito más no le importa si tengo plata o si no y no deja de cantar". Esta canción está dedicada a su sobrino.